# Rupicola
Rupicola (NL: rotshanen) is een geslacht van vogels uit de familie van de cotinga's (Cotingidae).
Naamgeving: 'haan' in de naam komt van het mannetje, dat wel het voorkomen van een haan heeft en zeker hanig vechtgedrag vertoont; het vrouwtje is verantwoordelijk voor 'rots' in de naam, want zij nestelt en broedt haar eieren uit in beschermde nissen in de rotsen.

## Gedrag
De rotshaan is een van de weinige vogels, die complex sociaal baltsgedrag vertonen in leks. Lek is een plaats waar een groep mannelijke vogels samenkomen, dat alleen gebruikt wordt voor hofmakerij en paringsrituelen.

## Soorten
Het geslacht telt 2 soorten:
- Rupicola peruvianus – Rode rotshaan
- Rupicola rupicola – Oranje rotshaan